# Phòng trừ tổng hợp bệnh tằm
Phòng trừ tổng hợp bệnh tằm là tổng hợp các biện pháp nhằm đạt hiệu quả cao nhất trong việc phòng trừ bệnh ở tằm.
1. Khử trùng: phun nước ẩm nong, đũi trước khi tiến hành khử trùng mới có hiệu quả.
  - Dùng nước vôi trong sát trùng để diệt nấm, bào tử bệnh gai, bệnh trong đầu và bệnh bủng.
  - Có thể dùng foocmôn (formol hay formalin) 2% - 5% để khử trùng.
2. Phòng nuôi tằm dễ điều chỉnh nhiệt độ khi cần (thông thoáng mùa hè, ấm áp mùa đông).
3. Kỹ thuật nuôi: vệ sinh môi trường sạch sẽ, cho ăn theo tiêu chuẩn và chất lượng lá dâu đúng độ tuổi, phù hợp với sinh trưởng của tằm. Các chất dinh dưỡng và thuốc kháng sinh bổ sung có thể dùng:
  - Khi lá dâu non hoặc quá già sẽ thiếu chất dinh dưỡng, có thể bổ sung bằng cách phun một số loại thuốc bổ như vitamin B1, B12, B6 và B complex.
  - Cho ăn thuốc phòng bệnh như Penixilin và Ampixilin, rượu tỏi.
  - Cách cho ăn phun dung dịch Penixilin hoặc Ampixilin pha theo tỉ lệ 2 ml với 0,5 l nước phun đều lên 5 – 7 kg lá dâu, để ráo cho tằm ăn.
  - Rượu tỏi tăng sức đề kháng cho tằm: dùng 2 - 3 g tỏi + 100 ml rượu làm dung dịch,lấy dung dịch pha theo tỉ lệ 2 ml + 0,5 l nước phun lên lá dâu cho tằm.